# Drapetis fortis
Drapetis fortis är en tvåvingeart som beskrevs av Mario Bezzi 1909. Drapetis fortis ingår i släktet Drapetis och familjen puckeldansflugor. Inga underarter finns listade i Catalogue of Life.